# Kunsthalle der Hypo-Kulturstiftung

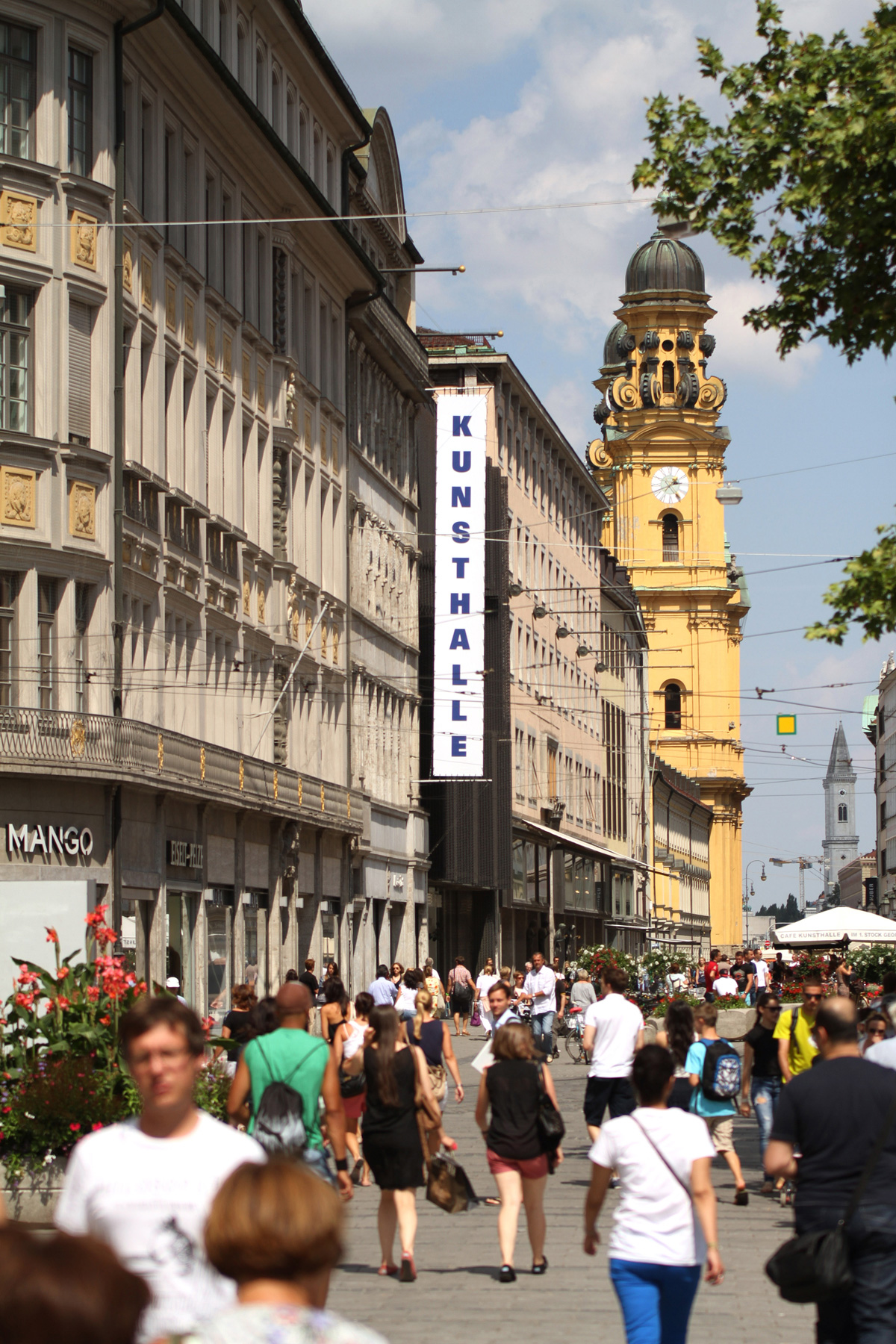
Kunsthalle München: Blick Richtung Odeonsplatz (2014)

Die Kunsthalle der Hypo-Kulturstiftung (ⓘ) (auch: Kunsthalle München) in München ist die wichtigste und bekannteste Einrichtung der Hypo-Kulturstiftung und zeigt jedes Jahr drei bis vier Wechselausstellungen. Sie gehört mit rund 350.000 Gästen jährlich zu den meistbesuchten Ausstellungshäusern Deutschlands.

## Geschichte
Seit der Eröffnung des Hauses 1985 wurden hier 108 Ausstellungen gezeigt (Stand: Frühjahr 2018). Im Jahr 2001 bezog die Kunsthalle neue Räume im Areal der Fünf Höfe, die von den Schweizer Architekten Herzog & de Meuron entworfen und realisiert wurden.

## Leitung
Auf Peter Ade, den ersten Direktor der Kunsthalle, folgte 1999 Johann Georg von Hohenzollern, der das Haus bis März 2006 führte. Danach übernahm bis 2012 Christiane Lange die Leitung. 2012 wurde der bisherige Kurator Roger Diederen Direktor der Kunsthalle.

## Konzeption
Die Kunsthalle verfügt im Gegensatz zu Museen über keine eigene Kunstsammlung, sondern veranstaltet jährlich mehrere Wechselausstellungen. Das Spektrum reicht von der Ur- und Frühgeschichte bis in die unmittelbare Gegenwart.
Auch Grenzgebiete der Kunst, frühgeschichtliche und außereuropäische sowie interdisziplinäre Themen werden gezeigt, z. B. Maharaja: Pracht der indischen Fürstenhöfe (2010) oder Orientalismus in Europa: Von Delacroix bis Kandinsky (2011). Das Schwergewicht bilden Ausstellungen von Alten Meistern, wie Venedig – Malerei des 18. Jahrhunderts, Madame de Pompadour, Italienische Stillleben oder Frans Hals und Haarlems Meister der Goldenen Zeit, bis zur Klassischen Moderne, unter anderen Chagall, Gauguin, Alberto Giacometti, Kirchner, Magritte, Monet, Munch, Nolde, Picasso oder Mark Rothko. Aber auch Zeitgenössisches, zum Beispiel Loop – Alles auf Anfang oder Zurück zur Figur – Malerei der Gegenwart, hat seinen festen Platz in der Kunsthalle. 2015 zeigte das Ausstellungshaus zum ersten Mal Modedesign mit Jean Paul Gaultier. From the Sidewalk to the Catwalk.
Die erfolgreichsten Ausstellungen in den letzten Jahren waren u. a. Claude Monet und die Moderne (237.000 Besucher), Folkwang: Erstes Museum der Moderne (236.000 Besucher), Jean Paul Gaultier (213.000), Pompeji: Leben auf dem Vulkan (190.000 Besucher) sowie Mark Rothko (139.000 Besucher). Die Kunsthalle zählt im Durchschnitt rund 350.000 Besucher im Jahr.
Die Kunsthalle München veranstaltet ein Vermittlungsprogramm für die Inhalte und Exponate der Wechselausstellungen in enger Zusammenarbeit mit diversen regionalen und überregionalen Kulturinstitutionen. Das Begleitprogramm umfasst regelmäßig u. a. Führungen, Vorträge, Konzerte, Partys und Events sowie Angebote für Kinder und Familien. Montag bis Samstag finden öffentliche Führungen der Münchner Volkshochschule statt.

## Lage und Öffnungszeiten
Das Ausstellungshaus in der als Fußgängerzone ausgewiesenen Theatinerstraße befindet sich in der Münchner Altstadt unter der Adresse Theatinerstraße 8, 80333 München. Das  Café der Kunsthalle erreicht man über den Haupteingang in der Theatinerstraße und über die Salvatorpassage. Die Kunsthalle hat täglich von 10 bis 20 Uhr geöffnet, jeden 3. Mittwoch im Monat bis 22 Uhr. Nur an Weihnachten und bei Umbauarbeiten hat sie geschlossen.

## Architektur der Kunsthalle

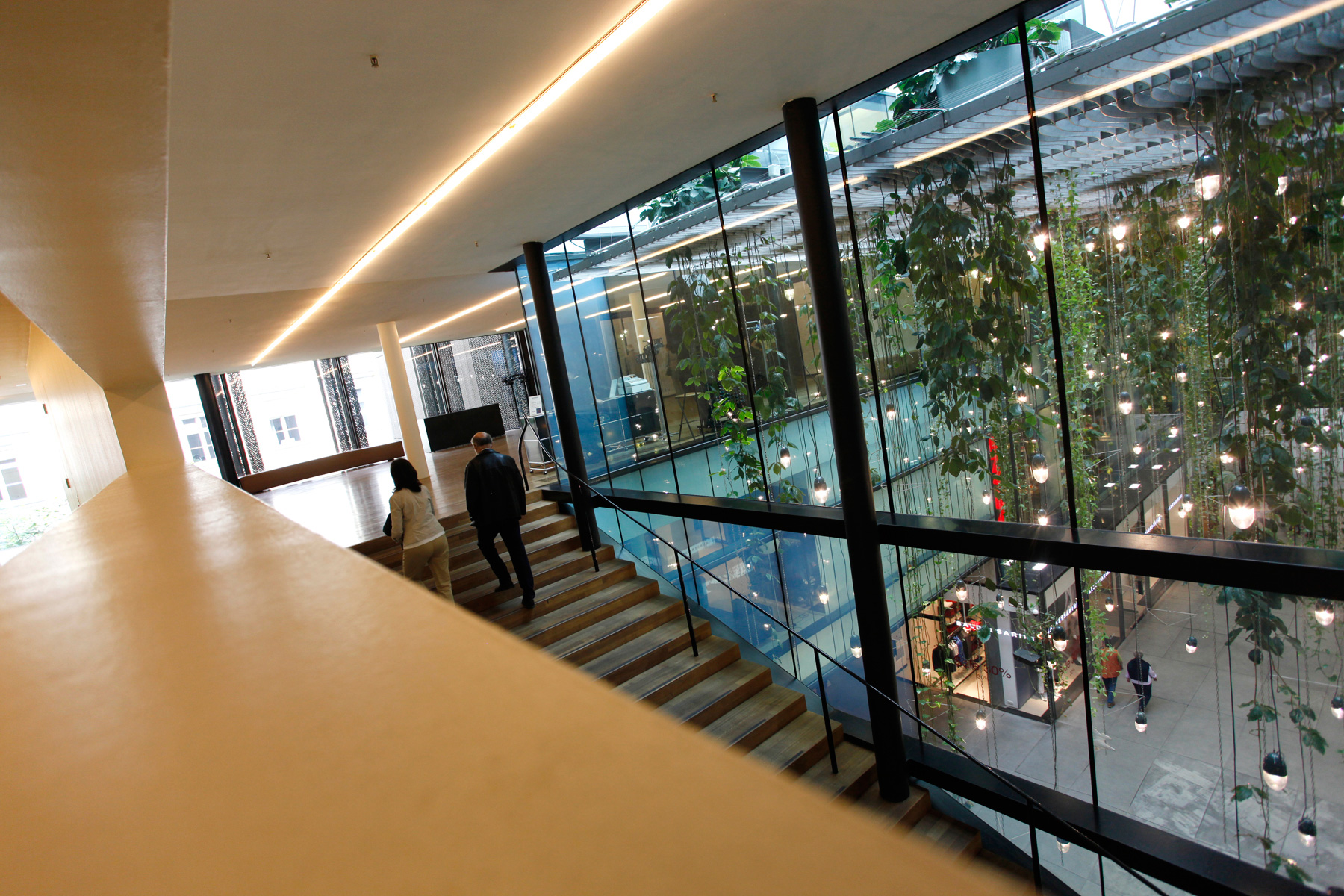
Die Kunsthalle München von innen

Die Kunsthalle hat 1185 m² reine Ausstellungsfläche und eine Gesamtfläche von 3200 m². Die Räumlichkeiten erstrecken sich über zwei Gebäude hinweg vom Haupteingang, Theatinerstraße 8, bis hinauf in die Ausstellungssäle im 2. OG der Kardinal-Faulhaber-Straße 10. Foyer, Café und Museumsshop sind öffentlich zugänglich. Die räumlichen Zusammenhänge des Passagensystems werden vor allem im Café- und Foyer-Bereich erfahrbar, von wo aus zwei wesentliche architektonische Gestaltungselemente der Fünf Höfe einzusehen sind: der Perusahof als große Vitrine voller flanierender Passanten und die Salvatorpassage mit ihrer hängenden Pflanzeninstallation.

## Ausstellungen seit 1985
1985
- Jean Tinguely

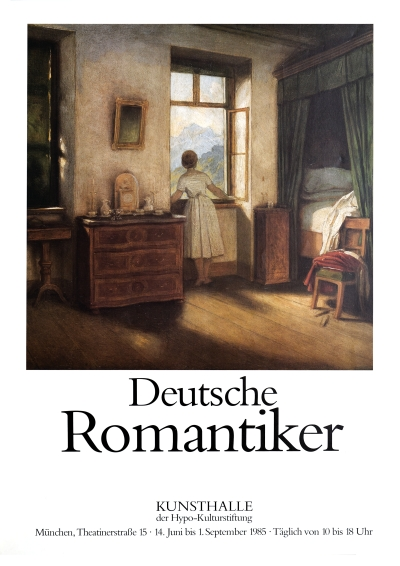
Ausstellungsplakat „Deutsche Romantiker“ in der Kunsthalle München

- Deutsche Romantiker. Bildthemen der Zeit von 1800 bis 1850

1986
- Fabergé. Hofjuwelier der Zaren
- Albertina Wien. Zeichnungen 1450 bis 1950
- Fernando Botero. Bilder, Zeichnungen, Skulpturen
- 5000 Jahre Ägyptische und moderne Skulptur. Aufbruch und Dauer
- Lovis Corinth. 1858 bis 1925

1987
- René Magritte
- Venedig. Malerei des 18. Jahrhunderts
- Niki de Saint Phalle

1988
- Fernand Léger
- München Focus ’88. Teil I und II
- Georges Braque

1989
- Egon Schiele und seine Zeit
- Kleopatra. Ägypten um die Zeitenwende
- James Ensor. Belgien um 1900
- Paul Delvaux

1990
- Königliches Dresden. Höfische Kunst im 18. Jahrhundert
- Joan Miró. Skulpturen
- Anders Zorn. 1860 bis 1920

1991
- Traumwelt der Puppen
- Matta
- Denkbilder. Kunst der Gegenwart 1960 bis 1990
- Marc Chagall

1992
- Friedrich der Große. Sammler und Mäzen
- Expressionisten. Aquarelle, Zeichnungen, Graphiken der Künstlergruppe Brücke
- Karikatur & Satire. Fünf Jahrhunderte Zeitkritik
- Georg Baselitz. Retrospektive 1964 bis 1991

1993
- Winterland. Von Munch bis Gulbransson
- DADA. Eine internationale Bewegung 1916 bis 1925
- Günther Uecker. Eine Retrospektive
- Picasso. Die Zeit nach Guernica 1937 bis 1973

1994
- Paris – Belle Époque
- Munch und Deutschland
- El Dorado: Das Gold der Fürstengräber
- Bonnard

1995
- Das alte China
- Félix Vallotton
- Das Ende der Avantgarde: Kunst als Dienstleistung
- Wilhelm Trübner. 1851 bis 1917

1996
- Sudan. Antike Königreiche am Nil
- Amerika – Europa. Sammlung Sonnabend
- Christian Rohlfs. 1849 bis 1938

1997
- CoBrA: Copenhagen, Brüssel, Amsterdam
- Markus Lüpertz
- Alberto Giacometti
- Karl Schmidt-Rottluff

1998

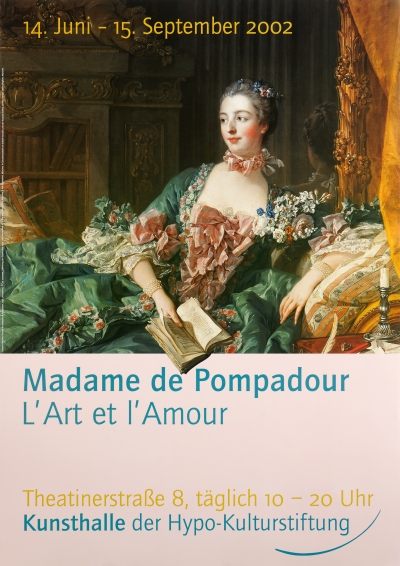
Plakat zur Ausstellung „Madame de Pompadour“

- Die Pracht der Medici: Florenz und Europa
- Paul Gauguin und die Schule von Pont-Aven
- Pablo Picasso und seine Sammlung
- Carl Rottmann. 1797 bis 1850, Hofmaler König Ludwigs I.

1999
- Korea: Die alten Königreiche
- Ferdinand Hodler
- Ernst Ludwig Kirchner

Vom 31. Januar 2000 bis zum 31. Mai 2001 war die Kunsthalle wegen Umbaus geschlossen.
2001
- Claude Monet und die Moderne
- Loop: Alles auf Anfang
- Der kühle Blick: Realismus der Zwanzigerjahre

2002
- Stille Welt. Italienische Stillleben
- E. W. Nay – Variationen. Retrospektive zum 100. Geburtstag
- Madame de Pompadour: L'Art et l'Amour
- Emil Nolde und die Südsee (23. März – 26. Mai)

2003
- Fabergé │ Cartier. Rivalen am Zarenhof
- Rudolf Wachter. Aus dem Stamm
- Otto Müller. Eine Retrospektive

2004
- Gauguin, van Gogh bis Dalí. Folkwang: Erstes Museum der Moderne
- Fotografie und Malerei im 19. Jahrhundert: Eine neue Kunst? Eine andere Natur!

2005
- Carl Larsson: Ein schwedisches Märchen
- Helmut Newton: Sex and Landscapes
- Mythos und Naturgewalt: Wasser – Cranach, C. D. Friedrich, Nolde, Beckmann …
- Toulouse-Lautrec: Das gesamte graphische Werk, Bildstudien und Gemälde

2006
- Auguste Rodin: Der Kuss – Die Paare
- Zurück zur Figur: Malerei der Gegenwart
- 100 Jahre Brücke: Expressionismus aus Berlin

2007
- Im Zeichen des Goldenen Greifen: Königsgräber der Skythen
- Das ewige Auge: Von Rembrandt bis Picasso – Meisterwerke der Sammlung Jan Krugier und Marie-Anne Krugier-Poniatowski
- Serge Poliakoff: Retrospektive – Hommage an Peter Ade
- Nolde bis Beckmann – Jorn bis Richter: Die Kunsthalle in Emden zu Gast in München

2008
- Walt Disneys wunderbare Welt und ihre Wurzeln in der europäischen Kunst
- Adolph Menzel: radikal real
- Mark Rothko: Retrospektive

2009
- Jean Dubuffet: Ein Leben im Laufschritt
- Frans Hals und Haarlems Meister der Goldenen Zeit

2010
- Höhepunkte der Schweiz aus sieben Jahrhunderten – … Giacometti, Hodler, Klee …
- Realismus: Das Abenteuer der Wirklichkeit – Courbet, Hopper, Gursky …
- Maharaja: Pracht der indischen Fürstenhöfe
- Alfons Mucha: Meister des Jugendstils – Retrospektive

2011
- Dürer – Cranach – Holbein. Das deutsche Porträt um 1500
- Kosmos Runge: Morgen der Romantik
- Orientalismus in Europa: Von Delacroix bis Kandinsky

2012
- 3. Februar – 13. Mai: Georgia O’Keeffe
- 15. Juni – 16. September 2012: Hammershøi und Europa / Ein dänischer Künstler um 1900
- 19. Oktober 2012 bis 13. Januar 2013: Pracht auf Pergament: Schätze der Buchmalerei von 780 bis 1180

2013
- 1. Februar – 12. Mai: Karl Friedrich Schinkel: Architekt – Maler – Designer
- 30. Mai – 6. Oktober 2013: Aus Dämmerung und Licht. Meisterwerke nordischer Malerei 1860–1920
- 15. November 2013 bis 23. März 2014: Pompeji – Leben auf dem Vulkan

2014
- 11. April – 10. August: Dix/Beckmann: Mythos Welt
- 22. August – 23. November: Rembrandt – Tizian – Bellotto. Geist und Glanz der Dresdner Gemäldegalerie
- 12. Dezember – 12. April 2015: Mit Leib und Seele. Münchner Rokoko von Asam bis Günther

2015
- 1. Mai – 30. August: Keith Haring. Gegen den Strich.
- 19. September 2015 bis 14. Februar 2016: Jean Paul Gaultier. From the Sidewalk to the Catwalk.

2016
- 4. März – 3. Juli: Joaquín Sorolla. Spaniens Meister des Lichts. Katalog.
- 19. August – 6. November: Inszeniert! Spektakel und Rollenspiel in der Gegenwartskunst
- 25. November – 26. März 2017: Spaniens goldene Zeit. Die Ära Velázquez in Malerei und Skulptur

2017
- 13. April – 27. August: Peter Lindbergh. From Fashion to Reality
- 22. September 2017 bis 28. Januar 2018: Gut · Wahr · Schön. Meisterwerke des Pariser Salons aus dem Musée d’Orsay

2018
- 23. Februar – 29. Juli: Du bist Faust. Goethes Drama in der Kunst.
- 17. August – 13. Januar 2019: Lust der Täuschung. Von antiker Kunst zur Virtual Reality

2019
- 1. Februar – 30. Juni: Samurai. Pracht des japanischen Rittertums. Die Sammlung Ann und Gabriel Barbier-Mueller
- 19. Juli – 17. November: In einem neuen Licht. Kanada und der Impressionismus[2]
- 6. Dezember – 8. März 2020: Die Fäden der Moderne. Matisse, Picasso, Miró … und die französischen Gobelins.

2020
- 25. Mai 2020 bis 13. April 2021: Thierry Mugler: Couturissime

2021
- 15. Oktober 2021 bis 6. März 2022: Fantastisch real. Belgische Moderne von Ensor bis Magritte
- 14. Mai – 26. September: Erwin Olaf: Unheimlich schön.

2022
- 25. März – 7. August 2022: Stille Rebellen. Polnischer Symbolismus um 1900
- 26. August 2022 bis 15. Januar 2023:  JR: Chronicles

2023
- 3. Februar – 27. August 2023: Flowers Forever. Blumen in Kunst und Kultur
- 15. September 2023 bis 4. Februar 2024: Mythos Spanien. Ignacio Zuloaga (1870–1945)

2024
- 23. Februar – 6. Oktober: Viktor&Rolf. Fashion Statements
- 25. Oktober 2024 – 23. März 2025: Jugendstil. Made in Munich

2025
- 11. April – 24. August: Civilization. Wie wir heute leben